# Grăniceri (okręg Arad)
Grăniceri – wieś w Rumunii, w okręgu Arad, w gminie Grăniceri. W 2011 roku liczyła 1260 mieszkańców. 